# Зурган
Зурган (сокр. от калм. Зурһан худг — шесть колодцев) — посёлок в Малодербетовском районе Калмыкии. Входит в состав Ханатинского сельского муниципального образования.

## История
До революции данная территория входила в состав Дунду-хурульского аймака. После установления Советской власти в рамках политики «обоседлания» кочевого населения возводятся постоянные постройки. В 1929 году был образован Зургановский сельсовет. В 1929-30-м годах здесь был организован колхоз имени Куйбышева, открыта начальная школа. В период Великой Отечественной войны было призвано более 200 жителей села.
На карте РККА 1941 года посёлок обозначен под названием Туктун-Шебенер
После депортации калмыков в 1944 году решением Сталинградского облисполкома был переименован в посёлок имени Куйбышева. Историческое название возвращено после восстановления калмыцкой автономии.
В 2010 году посёлок газифицирован.

## Физико-географическая характеристика
Посёлок расположен в пределах Сарпинской низменности (северо-западная часть Прикаспийской низменности), на высоте 3 м над уровнем моря. Рельеф местности равнинный. Со всех сторон посёлок окружён пастбищными угодьями. В 5 км на юго-восток от посёлка расположено озеро Сарпа. К западу от посёлка находится пруд.
По автомобильной дороге расстояние до столицы Калмыкии города Элиста составляет 240 км, до районного центра села Малые Дербеты — 49 км, до ближайшего города Волгоград Волгоградской области — 140 км, до границы с Волгоградской областью — 57 км. Ближайший населённый пункт — посёлок Ханата, расположенный в 13 м к северо-западу от Зургана.
Согласно классификации климатов Кёппена-Гейгера посёлок находится в зоне семиаридного климата (BSk). В окрестностях посёлка распространены солонцы в комплексе со бурыми пустынно-степными солоцеватыми почвами.
В посёлке, как и на всей территории Калмыкии, действует московское время.

## Население
| 2002 | 2010 |
| ---- | ---- |
| 262  | ↗283 |

Национальный состав
Согласно результатам переписи 2002 года большинство населения посёлка составляли калмыки (97 %)
| Национальность | Численность (2010) | Процент |
| -------------- | ------------------ | ------- |
| Калмыки        | 277                | 96,2%   |
| Русские        | 8                  | 2,8%    |
| Казахи         | 3                  | 1%      |
| Всего          | 288                | 100%    |

## Социальная инфраструктура
В посёлке имеется магазин, сельский клуб и библиотека. Медицинское обслуживание жителей посёлка обеспечивают фельдшерско-акушерский пункт и Малодербетовская центральная районная больница. Ближайшее отделение скорой медицинской помощи расположено в Малых Дербетах. Среднее образование жители посёлка получают в Зургановской средней общеобразовательной школе.
Посёлок газифицирован. Центральное водоснабжение отсутствует, потребность в пресной воде обеспечивается индивидуально, путём доставки воды к каждому домовладению. Водоотведение осуществляется за счёт использования выгребных ям.
Для захоронения умерших, как правило, используются местное кладбище.

## Известные жители и уроженцы
В посёлке Зурган в разное время родились и жили:
- Алексей Балдуевич Бадмаев (1924—2007) — калмыцкий писатель;
- Бухаев Денислав Эняевич — директор «ЭЛИСТИНСКОГО ФИЛИАЛА НЕГОСУДАРСТВЕННОГО ОБРАЗОВАТЕЛЬНОГО УЧРЕЖДЕНИЯ СОВРЕМЕННАЯ ГУМАНИТАРНАЯ АКАДЕМИЯ»;
- Доржиева Нонна Борисовна — диктор Калмыцкого телевидения, телеведущая.
- Хабунова (Убушиева) Евдокия Эрендженовна, декан факультета калмыцкой филологии и культуры Калмыцкого Государственного Университета

## Достопримечательности
- Памятник Бааза-багши (открыт в ноябре 2012 года). Расположен в степи близ посёлка[15]
- Звезда памяти (2007)
- Белый старец (калм. Цаhан Аав) 2015